# Seznam nebezpečných nákaz zvířat
Seznam nebezpečných nákaz zvířat je definován veterinárním zákonem č. 166/1999 Sbírky ve znění pozdějších předpisů jako nemoci, u kterých existuje ohlašovací povinnost. U těchto vybraných infekční nemocí je definováno zejména: kdo má ohlašovací povinnost, komu se hlásí nebo jaká jsou opatření při vzniku nákazy a prevence před zavlečením apod. V původním znění zákona 166/1999 Sbírky existovalo dělení na nákazy velmi nebezpečné (respektive nákazy § 10 odstavce a) a nákazy nebezpečné (§ 10 odstavce b). To odpovídalo tehdejšímu dělení nákaz zvířat podle OIE. Ta dělila původně nákazy na list A, list B a list C. OIE však od toho členění ustoupilo. Rovněž v novele českého veterinárního zákona došlo ke změnám a byly vytvořeny nové seznamy nákaz: 
1. Nákazy, jejichž výskyt je povinně hlášen Evropské komisi a členským států EU
2. Nákazy, které se považují za nebezpečné
3. Nákazy, při jejichž výskytu se poskytuje náhrada nákladů a ztrát podle § 67, odstavce 2
4. Nákazy, při jejichž výskytu se poskytuje náhrada nákladů a ztrát podle § 67, odstavce 3

## Seznamy nebezpečných nákaz zvířat dle české legislativy

### Nákazy, jejichž výskyt je povinně hlášen Evropské komisi a členským států EU
1. slintavka a kulhavka
2. mor skotu
3. plicní nákaza skotu
4. katarální horečka ovcí
5. vezikulární choroba prasat
6. klasický mor prasat
7. africký mor prasat
8. nakažlivá obrna prasat
9. aviární influenza (vysokopatogenní)
10. newcastleská choroba
11. mor koní
12. vezikulární stomatitida
13. mor malých přežvýkavců
14. horečka Údolí Rift
15. nodulární dermatitida skotu
16. neštovice ovcí a koz
17. infekční nekróza krvetvorné tkáně
18. bovinní spongiformní encefalopatie (BSE)

### Nákazy, které se považují za nebezpečné
1. slintavka a kulhavka
2. vezikulární stomatitida
3. vezikulární choroba prasat
4. mor skotu
5. mor malých přežvýkavců
6. plicní nákaza skotu
7. nodulární dermatitida skotu
8. horečka Údolí Rift
9. katarální horečka ovcí
10. neštovice ovcí a koz
11. mor koní
12. africký mor prasat
13. klasický mor prasat
14. aviární influenza
15. newcastleská choroba
16. infekční nekróza krvetvorné tkáně
17. enzootické hemoragické onemocnění jelenovitých
18. transmisivní spongiformní encefalopatie
19. snět slezinná
20. Aujeszkyho choroba
21. vzteklina
22. paratuberkulóza
23. brucelóza skotu
24. tuberkulóza skotu
25. enzootická leukóza skotu
26. infekční rinotracheitida skotu (IBR)
27. bovinní spongiformní encefalopatie (BSE)
28. brucelóza ovcí
29. brucelóza ovcí a koz
30. Maedi-Visna
31. klusavka
32. nakažlivá metritida koní
33. hřebčí nákaza
34. encefalomyelitidy koní
35. venezuelská encefalomyelitida koní
36. infekční anémie koní
37. vozhřivka
38. brucelóza prasat
39. nakažlivá obrna prasat
40. tuberkulóza prasat (aviární)
41. infekční burzitida drůbeže
42. Markova choroba
43. mykoplasmóza drůbeže
44. chlamydióza drůbeže
45. pulorová nákaza
46. infekční bronchitida drůbeže
47. tuberkulóza drůbeže
48. cholera drůbeže
49. salmonelóza drůbeže (Salmonella enteritidis, Salmonella typhimurium)
50. neštovice ptáků
51. aviární encefalomyelitida
52. tularémie u zajíců
53. brucelóza zajíců
54. mor včelího plodu
55. hniloba včelího plodu
56. varroáza
57. infekční nekróza pankreatu
58. virová hemoragická septikemie
59. infekční anemie lososů

## Použitá literatura
- Zákon č. 166/1999 Sb. [online]. [cit. 2008-10-20]. Dostupné online.[nedostupný zdroj]
- Zákon č. 133/2003 Sb. o změně veterinárního zákona č. 166/1999 Sb. [online]. [cit. 2008-10-20]. Dostupné online.
- OIE [online]. [cit. 2008-12-18]. Dostupné v archivu pořízeném dne 2007-03-13. (anglicky)